# Juha Helppi
Juha Helppi (Turku, 4 maart 1977) is een Fins professioneel pokerspeler. Hij won onder meer het $300 No Limit Hold'em Main Event van de World Poker Tour Ultimate Bet Poker Classic 2002 (goed voor $50.000,- prijzengeld) en het €20.000 No Limit Hold 'em High Rollers Event van het European Poker Tour Deauville 2009-evenement (goed voor $254.598,-). Helppi won tot en met november 2021 meer dan $7.993.000,- in pokertoernooien (cashgames niet meegerekend).

## Wapenfeiten
Nadat Helppi in oktober 2002 zijn eerste WPT-titel won, kwam hij verschillende keren dicht bij een tweede. Hij werd tweede achter Roland de Wolfe in het € 10,000 Grand Prix de Paris - WPT Event van Rendez Vous a Paris 2005 ($305.160,-) en vierde in de No Limit Hold'em World Poker Tour Battle of Champions 2003 ($20.000,-).
Ook op de World Series of Poker kwam Helppi verschillende keren dicht bij het winnen van een titel. Na al eens vierde geworden te zijn in het $2.000 No Limit Hold'em-toernooi van de World Series of Poker 2003 (goed voor $45.420,-), was hij verliezend finalist achter Phil Hellmuth Jr. in het $1.000 No Limit Hold'em-toernooi van de World Series of Poker 2006 (goed voor $331.144,-). In 2019 won Helppi zijn eerste titel.

## Titels
Tot de toernooien die Helppi daadwerkelijk won, behoren ook:
- de Partypoker.com Premier League Poker Finals 2007 ($1225.000,-)
- het €200 Pot Limit Soko Midnight Sun Poker Festival 2007 ($36.989,-)
- de $5.000 No Limit Hold'em Bellagio Cup III 2007 ($85.120,-)
- het €200 No Limit Hold'em-toernooi van Midnight Sun 2008 ($58.667,-)
- het €1.000 No Limit Hold'em-toernooi van de EPT San Remo 2010 ($114.126,-)
- het €3.000 No Limit Hold'em - Heads-Up-toernooi van de EPT Berlijn 2011 ($30.741,-)

## WSOP
| Jaar                              | Toernooi                            | Prijs      |
| --------------------------------- | ----------------------------------- | ---------- |
| World Series of Poker 2019        | $10.000 Limit Hold'em Championship  | $306.622,- |
| World Series of Poker 2020 Online | $5.000 Pot Limit Omaha Championship | $290.286,- |